# 民众乐园
民众乐园是武汉市最大的综合娱乐场所，位于汉口中山大道六渡桥闹市地区，创建于1919年，原名汉口新市场，与上海大世界、天津劝业场齐名。曾改称血花世界、人民俱乐部、民众乐园、新记与明记新市场等。抗日战争胜利后，定为武汉民众乐园。文化大革命中改名为“人民文化园”。1979年4月26日，恢复民众乐园名称。有大小剧场12个，露天演出场地4处，可同时演出京剧、汉剧、楚剧、话剧、豫剧、越剧、评剧、杂技、曲艺等。